# Stazione di Pontelagoscuro
La stazione di Pontelagoscuro è una fermata ferroviaria posta sulla linea Padova-Bologna. Si trova a Ferrara nella frazione di Pontelagoscuro, in via Aminta. È gestita da Rete Ferroviaria Italiana.

## Storia
La prima stazione di Pontelagoscuro era stata aperta all'esercizio il 15 aprile 1862 con l'inaugurazione del breve tronco che portava alla stazione di Ferrara. Il fabbricato viaggiatori della vecchia stazione, ancora esistente, era ubicato nei pressi dello zuccherificio Eridania; nelle sue adiacenze, fra il 1912 e il 1939, era presente una fermata della tranvia Ferrara-Pontelagoscuro.
L'attuale impianto fu aperto nel 1945, a seguito della costruzione della variante da Occhiobello a Ferrara della ferrovia Padova-Bologna e del nuovo ponte sul Po.
La stazione di Pontelagoscuro è stata la prima, in Italia, nel 1955, a ricevere l'installazione di un impianto ACEI per la regolazione del traffico. Tale apparato ha ancora oggi vastissima diffusione nella gestione del traffico ferroviario in Italia, sia su linee RFI che su ferrovie ex concesse.
Nel 2006 la stazione di Pontelagoscuro venne trasformata in fermata

## Strutture ed impianti
Il fabbricato viaggiatori presentava la sala d'attesa, una piccola biglietteria, servizi igienici e un piccolo parcheggio.
Al 2022 gli ingressi sono stati murati e il fabbricato viaggiatori è abbandonato.
Il piazzale è composto da due binari attivi. Sono inoltre presenti 2 banchine dismesse senza binari.

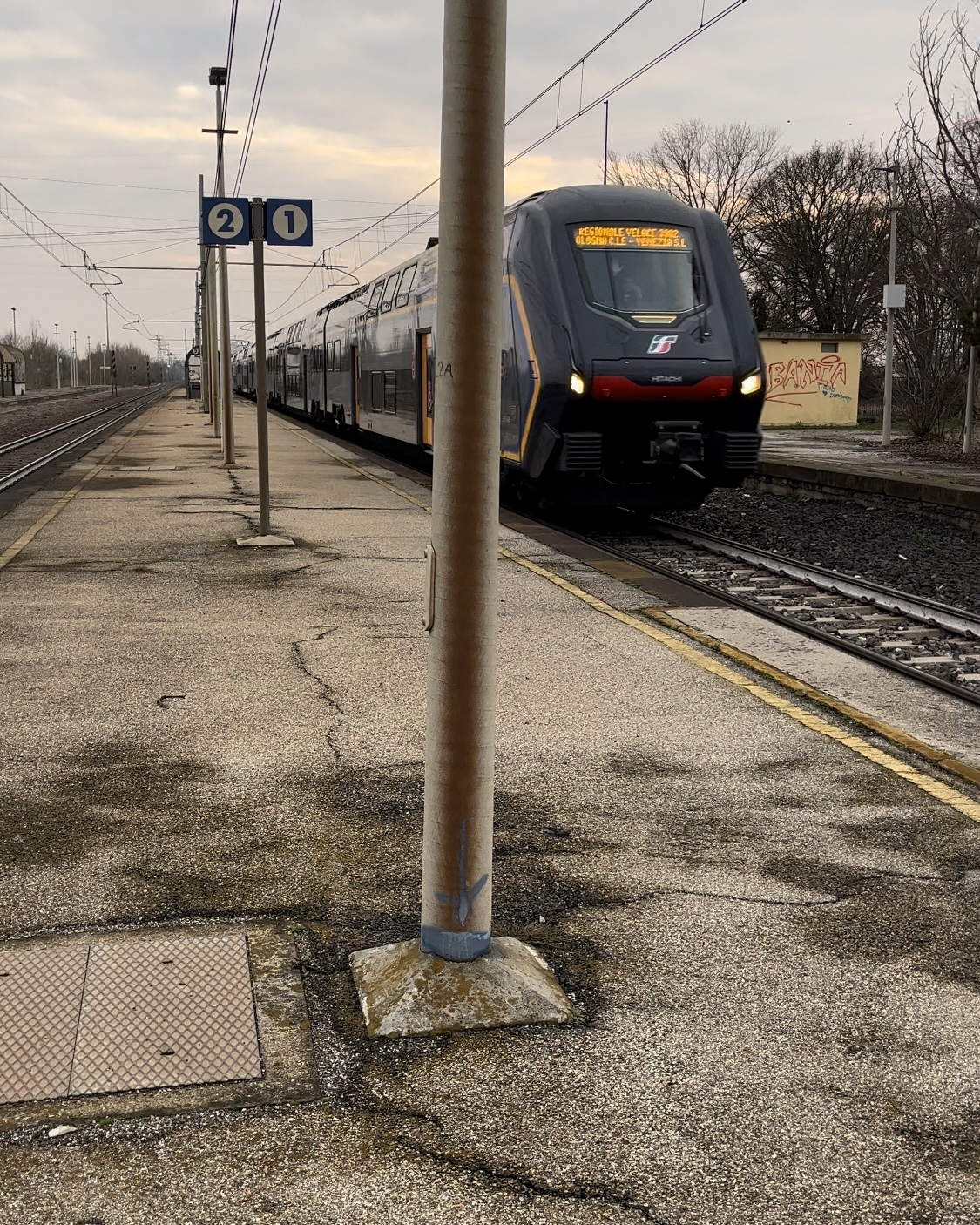
Treno Rock in transito agli ultimi 2 binari attivi nella stazione.

## Movimento
La stazione è servita da treni regionali svolti da Trenitalia Tper nell'ambito del contratto di servizio stipulato con la regione Emilia-Romagna.
A novembre 2019 la stazione risultava frequentata da un traffico giornaliero medio di circa 12 persone (6 salite + 6 discese).

## Servizi
La stazione è classificata da RFI nella categoria bronze.